# Богослужебен език
Богослужебният език (наричан също и литургичен език, свещен език, църковен език) е езикът на който се води богослужението (литургията); създава се религиозна/църковна литература; води се църковната канцелария, а понякога се използва и за религиозно образование. С други думи това е работният език на църквата като институция.

## Богослужебни езици
1. Шумерски език, най-древният ритуален език в Двуречието;
2. Древноеврейски език или класически иврит, езикът на Библията;
3. Староарамейски език;
4. Старогръцки език, Септуагинта;
5. Коптски език;
6. Геез;
7. Авестийски език;
8. Санскрит;
9. Пали;
10. Класически китайски език на конфуцианството;
11. Етруски език в Древен Рим;
12. Латински език;
13. Грабар;
14. Готски език;
15. Класически арабски език;
16. Църковнославянски език на основата на старобългарски за Slavia Orthodoxa;